# Persone di nome Hermann
| Questa pagina contiene informazioni ricavate automaticamente dalle voci biografiche con l'ausilio del template Bio e di un bot. L'aggiornamento è periodico e automatico e ricostruisce completamente la pagina. Se manca una persona in questa lista, sei pregato di non aggiungerla, ma accertati piuttosto che la sua voce biografica contenga il template Bio e che i dati anagrafici siano correttamente compilati. Se il template Bio manca, inseriscilo tu stesso o, in alternativa, metti l'avviso {{tmp\|Bio}} che ne segnala la mancanza. Se i dati riportati sono sbagliati, correggi direttamente la voce biografica; le modifiche saranno visibili in questa lista entro pochi giorni. Per chiarimenti vedi il progetto antroponimi. La lista contiene solo le 325 persone che sono citate nell'enciclopedia e per le quali è stato implementato correttamente il template Bio. Pagina aggiornata al 6 ago 2025. |

Questa è una lista di persone presenti nell'enciclopedia che hanno il nome Hermann, suddivise per attività principale.

## Allenatori di calcio(5)
- Hermann Eppenhoff, allenatore di calcio e calciatore tedesco (Wanne-Eickel, n. 1919 - Gelsenkirchen, † 1992)
- Hermann Gerland, allenatore di calcio e ex calciatore tedesco (Bochum, n. 1954)
- Hermann Hreiðarsson, allenatore di calcio e ex calciatore islandese (Vestmannaeyjar, n. 1974)
- Hermann Nuber, allenatore di calcio e calciatore tedesco (Offenbach am Main, n. 1935 - Offenbach am Main, † 2022)
- Hermann Stessl, allenatore di calcio e ex calciatore austriaco (Graz, n. 1940)

## Allenatori di pallacanestro(1)
- Hermann Niebuhr, allenatore di pallacanestro e dirigente sportivo tedesco (Kronenburg, n. 1904 - Bad Kreuznach, † 1968)

## Alpinisti(5)
- Hermann Buhl, alpinista austriaco (Innsbruck, n. 1924 - Chogolisa, † 1957)
- Hermann Hörlin, alpinista e fisico tedesco (Schwäbisch Hall, n. 1903 - Boston, † 1983)
- Hermann Schaller, alpinista tedesco (Monaco di Baviera, n. 1906 - Kangchenjunga, † 1931)
- Fritz Wiessner, alpinista e chimico tedesco (Dresda, n. 1900 - Stowe, † 1988)
- Hermann von Barth, alpinista, avvocato e geologo tedesco (Eurasburg, n. 1845 - Luanda, † 1876)

## Ammiragli(3)
- Hermann Bauer, ammiraglio tedesco (Königsberg, n. 1875 - Essen, † 1958)
- Hermann Boehm, ammiraglio tedesco (Rybnik, n. 1884 - Kiel, † 1972)
- Hermann von Spaun, ammiraglio austro-ungarico (Vienna, n. 1833 - Gorizia, † 1919)

## Antifascisti(1)
- Hermann Langbein, antifascista e storico austriaco (Vienna, n. 1912 - Vienna, † 1995)

## Arbitri di calcio(2)
- Ermanno Aebi, arbitro di calcio e calciatore svizzero (Milano, n. 1892 - Milano, † 1976)
- Hermann Albrecht, ex arbitro di calcio tedesco (Buchenberg, n. 1961)

## Archeologi(1)
- Hermann Müller-Karpe, archeologo tedesco (Hanau, n. 1925 - Marburgo, † 2013)

## Architetti(7)
- Hermann Blankenstein, architetto tedesco (Grafenbrück, n. 1829 - Berlino, † 1910)
- Hermann Bollé, architetto tedesco (Colonia, n. 1845 - Zagabria, † 1926)
- Hermann Czech, architetto austriaco (Vienna, n. 1936)
- Hermann Henselmann, architetto tedesco (Roßla, n. 1905 - Berlino, † 1995)
- Hermann Kaufmann, architetto austriaco (Reuthe, n. 1955)
- Hermann Korb, architetto tedesco (Niese, n. 1656 - Wolfenbüttel, † 1735)
- Hermann Muthesius, architetto tedesco (Großneuhausen, n. 1861 - Berlino, † 1927)

## Arcivescovi cattolici(1)
- Hermann Wilhelm Berning, arcivescovo cattolico tedesco (Lingen, n. 1877 - Osnabrück, † 1955)

## Astronomi(2)
- Hermann Mayer Salomon Goldschmidt, astronomo e pittore tedesco (Francoforte sul Meno, n. 1802 - Fontainebleau, † 1866)
- Hermann Carl Vogel, astronomo tedesco (Lipsia, n. 1841 - Potsdam, † 1907)

## Attori(2)
- Hermann Picha, attore tedesco (Berlino, n. 1865 - Berlino, † 1936)
- Hermann Thimig, attore austriaco (Vienna, n. 1890 - Vienna, † 1982)

## Aviatori(1)
- Hermann Graf, aviatore e ufficiale tedesco (Engen, n. 1912 - Engen, † 1988)

## Avvocati(1)
- Hermann Rothert, avvocato, politico e storico tedesco (Lippstadt, n. 1875 - Münster, † 1962)

## Banchieri(1)
- Hermann Josef Abs, banchiere tedesco (Bonn, n. 1901 - Bad Soden am Taunus, † 1994)

## Baritoni(1)
- Hermann Prey, baritono tedesco (Berlino, n. 1929 - Krailling, † 1998)

## Bassi-baritoni(1)
- Hermann Uhde, basso-baritono tedesco (Brema, n. 1914 - Copenaghen, † 1965)

## Biblisti(1)
- Hermann Gunkel, biblista tedesco (Springe, n. 1862 - Halle, † 1932)

## Biologi(1)
- Hermann Joseph Muller, biologo e genetista statunitense (New York, n. 1890 - Indianapolis, † 1967)

## Bobbisti(2)
- Hermann von Mumm, bobbista tedesco
- Hermann von Valta, bobbista tedesco (Monaco di Baviera, n. 1900 - Garmisch-Partenkirchen, † 1968)

## Botanici(6)
- Hermann Dingler, botanico e medico tedesco (Zweibrücken, n. 1846 - Aschaffenburg, † 1935)
- Hermann August Theodor Harms, botanico tedesco (Berlino, n. 1870 - Berlino, † 1942)
- Hermann zu Solms-Laubach, botanico tedesco (Laubach, n. 1842 - Strasburgo, † 1915)
- Hermann Vöchting, botanico tedesco (Blomberg, n. 1847 - Tubinga, † 1917)
- Hermann Wendland, botanico tedesco (n. 1825 - † 1903)
- Hermann Zabel, botanico tedesco (Greifswald, n. 1832 - Gotha, † 1912)

## Calciatori(17)
- Hermann Bley, calciatore tedesco orientale (Berlino, n. 1936 - † 2011)
- Hermann Bosch, calciatore tedesco (Öhningen, n. 1891 - † 1916)
- Hermann Felsner, calciatore e allenatore di calcio austriaco (Vienna, n. 1889 - Graz, † 1977)
- Hermann Flick, calciatore tedesco (Kehl, n. 1905 - † 1944)
- Hermann Garrn, calciatore tedesco (n. 1888 - † 1964)
- Hermann Gramlich, calciatore tedesco (n. 1913 - † 1942)
- Hermann Hurni, calciatore e imprenditore svizzero (Ferenbalm, n. 1889 - Genova, † 1965)
- Hermann Höfer, calciatore tedesco (n. 1934 - † 1996)
- Hermann Kratz, calciatore svizzero (n. 1882 - † 1959)
- Hermann Lux, calciatore tedesco (Berlino, n. 1893 - † 1962)
- Hermann Neisse, calciatore tedesco (Schleswig, n. 1889 - Vienna, † 1932)
- Hermann Ohlicher, ex calciatore tedesco (n. 1949)
- Herman Rapp, calciatore tedesco (Stoccarda, n. 1908 - † 1986)
- Hermann Schweickert, calciatore tedesco (n. 1885 - † 1962)
- Hermann Springer, calciatore svizzero (Zurigo, n. 1908 - Zurigo, † 1978)
- Hermann Stöcker, calciatore tedesco orientale (Borne, n. 1938 - † 2022)
- Hermann Wiggers, calciatore tedesco (n. 1880 - † 1966)

## Canottieri(3)
- Hermann Barrelet, canottiere francese (Neuchâtel, n. 1879 - † 1964)
- Hermann Betschart, canottiere svizzero (n. 1910 - Zurigo, † 1950)
- Hermann Wilker, canottiere tedesco (Flomersheim, n. 1874 - Murrhardt, † 1941)

## Cardinali(1)
- Hermann Volk, cardinale e vescovo cattolico tedesco (Steinheim, n. 1903 - Magonza, † 1988)

## Cavalieri(2)
- Hermann John Mandl, cavaliere austriaco (Vienna, n. 1856 - Vienna, † 1922)
- Hermann Schridde, cavaliere tedesco (Celle, n. 1937 - † 1985)

## Cestisti(1)
- Hermann Huß, ex cestista e allenatore di pallacanestro tedesco (n. 1933)

## Chimici(7)
- Hermann von Fehling, chimico tedesco (Lubecca, n. 1812 - Stoccarda, † 1885)
- Hermann Emil Fischer, chimico tedesco (Euskirchen, n. 1852 - Berlino, † 1919)
- Hermann Hartmann, chimico tedesco (Bischofsheim an der Rhön, n. 1914 - † 1984)
- Hermann Kopp, chimico tedesco (Hanau, n. 1817 - Heidelberg, † 1892)
- Hermann Staudinger, chimico tedesco (Worms, n. 1881 - Friburgo in Brisgovia, † 1965)
- Hermann Thoms, chimico tedesco (Neustrelitz, n. 1859 - Berlino, † 1931)
- Hermann Weißauer, chimico e compositore di scacchi tedesco (Frisinga, n. 1920 - Ludwigshafen, † 2014)

## Chirurghi(4)
- Hermann Knaus, chirurgo austriaco (Sankt Veit an der Glan, n. 1892 - Vienna, † 1970)
- Hermann Krukenberg, chirurgo tedesco (Calbe, n. 1863 - Wernigerode, † 1935)
- Hermann Kümmell, chirurgo tedesco (Korbach, n. 1852 - † 1937)
- Hermann Lossen, chirurgo tedesco (Emmershäuser Hütte, n. 1842 - † 1909)

## Ciclisti su strada(3)
- Hermann Buse, ciclista su strada tedesco (Berlino, n. 1907 - Brema, † 1945)
- Hermann Pernsteiner, ciclista su strada e mountain biker austriaco (Oberwart, n. 1990)
- Hermann Schild, ciclista su strada tedesco (Güben in der Oberlautz, n. 1913 - Monaco di Baviera, † 2006)

## Compositori(6)
- Hermann Goetz, compositore tedesco (Königsberg, n. 1840 - † 1876)
- Hermann Graedener, compositore, direttore d'orchestra e docente austriaco (Kiel, n. 1844 - Vienna, † 1929)
- Hermann Kretzschmar, compositore, insegnante e filosofo tedesco (Olbernhau, n. 1848 - Berlino, † 1924)
- Hermann Leopoldi, compositore e cabarettista austriaco (Vienna, n. 1888 - Vienna, † 1959)
- Hermann Friedrich Raupach, compositore e clavicembalista tedesco (Stralsund, n. 1728 - San Pietroburgo, † 1788)
- Hermann Wolfgang von Waltershausen, compositore, direttore d'orchestra e musicologo tedesco (Gottinga, n. 1882 - Monaco di Baviera, † 1954)

## Conduttori televisivi(1)
- Hermann Joha, conduttore televisivo e produttore televisivo tedesco (Lohr am Main, n. 1960)

## Cornisti(1)
- Hermann Baumann, cornista e insegnante tedesco (Amburgo, n. 1934 - † 2023)

## Criminali(1)
- Hermann Priess, criminale di guerra e generale tedesco (Marnitz, n. 1901 - Ahrensburg, † 1985)

## Dermatologi(1)
- Hermann Edler von Zeissl, dermatologo e medico austriaco (Moravia, n. 1817 - Vienna, † 1884)

## Direttori d'orchestra(3)
- Hermann Abendroth, direttore d'orchestra tedesco (Francoforte sul Meno, n. 1883 - Jena, † 1956)
- Hermann Levi, direttore d'orchestra e compositore tedesco (Gießen, n. 1839 - Garmisch-Partenkirchen, † 1900)
- Hermann Scherchen, direttore d'orchestra e violinista tedesco (Berlino, n. 1891 - Firenze, † 1966)

## Dirigenti sportivi(1)
- Hermann Neuberger, dirigente sportivo tedesco (Völklingen, n. 1919 - Homburg, † 1992)

## Ebraisti(1)
- Hermann Guthe, ebraista, linguista e teologo tedesco (Westerlinde, n. 1849 - Lipsia, † 1936)

## Economisti(2)
- Hermann Heinrich Gossen, economista tedesco (Düren, n. 1810 - Colonia, † 1858)
- Hermann Simon, economista e scrittore tedesco (n. 1947)

## Educatori(1)
- Hermann von Rohden, educatore e archeologo tedesco (Barmen, n. 1852 - Haguenau, † 1916)

## Egittologi(2)
- Hermann Grapow, egittologo tedesco (Rostock, n. 1885 - Berlino, † 1967)
- Hermann Junker, egittologo tedesco (Bendorf, n. 1877 - Vienna, † 1962)

## Entomologi(2)
- Hermann Julius Kolbe, entomologo tedesco (Halle, n. 1855 - Lichterfelde, † 1939)
- Hermann Friedrich Stannius, entomologo, fisiologo e anatomista tedesco (Amburgo, n. 1808 - Schwerin, † 1883)

## Esploratori(2)
- Hermann Schlagintweit, esploratore tedesco (Monaco di Baviera, n. 1826 - Monaco di Baviera, † 1882)
- Hermann Wissmann, esploratore tedesco (Francoforte sull'Oder, n. 1853 - Weißenbach bei Liezen, † 1905)

## Farmacisti(3)
- Hermann Geiger, farmacista e imprenditore svizzero (Basilea, n. 1870 - Basilea, † 1962)
- Hermann Hager, farmacista e scrittore tedesco (Berlino, n. 1816 - Neuruppin, † 1897)
- Hermann Schacht, farmacista e botanico tedesco (Amburgo, n. 1814 - Bonn, † 1864)

## Farmacologi(1)
- Hermann von Tappeiner, farmacologo tedesco (Merano, n. 1847 - Monaco di Baviera, † 1927)

## Filantropi(1)
- Hermann Gmeiner, filantropo austriaco (Alberschwende, n. 1919 - Innsbruck, † 1986)

## Filologi(7)
- Hermann Bonitz, filologo classico e filosofo tedesco (Bad Langensalza, n. 1814 - Berlino, † 1888)
- Hermann Breymann, filologo e pedagogista tedesco (n. 1842 - Bad Reichenhall, † 1910)
- Hermann Diels, filologo classico, storico della filosofia e storico delle religioni tedesco (Bibrich, n. 1848 - Berlino, † 1922)
- Hermann Fränkel, filologo classico tedesco (Berlino, n. 1888 - Santa Cruz, † 1977)
- Hermann Köchly, filologo classico tedesco (Lipsia, n. 1815 - Trieste, † 1876)
- Hermann Sauppe, filologo classico tedesco (Wesenstein, n. 1809 - Gottinga, † 1893)
- Hermann Usener, filologo classico tedesco (Weilburg, n. 1834 - Bonn, † 1905)

## Filosofi(4)
- Hermann Cohen, filosofo tedesco (Coswig, n. 1842 - Berlino, † 1918)
- Hermann Graf Keyserling, filosofo e naturalista estone (Kaisma, n. 1880 - Innsbruck, † 1946)
- Hermann Lübbe, filosofo tedesco (Aurich, n. 1926)
- Hermann Samuel Reimarus, filosofo e scrittore tedesco (Amburgo, n. 1694 - † 1768)

## Fisici(4)
- Hermann Aron, fisico tedesco (Kępno, n. 1845 - Berlino, † 1913)
- Hermann Haken, fisico tedesco (Lipsia, n. 1927 - Sindelfingen, † 2024)
- Hermann Arthur Jahn, fisico inglese (Colchester, n. 1907 - Southampton, † 1979)
- Hermann Oberth, fisico tedesco (Sibiu, n. 1894 - Feucht, † 1989)

## Fisiologi(1)
- Alexander Schmidt, fisiologo tedesco (Muhu, n. 1831 - Tartu, † 1894)

## Fotografi(2)
- Hermann Biow, fotografo tedesco (Breslavia, n. 1804 - Dresda, † 1850)
- Bill Brandt, fotografo britannico (Amburgo, n. 1904 - Londra, † 1983)

## Fumettisti(1)
- Hermann Huppen, fumettista belga (Bévercé, n. 1938)

## Generali(22)
- Hermann von Alvensleben, generale prussiano (Schochwitz, n. 1809 - Schochwitz, † 1887)
- Hermann Balck, generale tedesco (Danzica, n. 1893 - Asperg, † 1982)
- Hermann Breith, generale tedesco (Pirmasens, n. 1892 - Pech, † 1964)
- Hermann Kusmanek von Burgneustädten, generale austro-ungarico (Hermannstadt, n. 1860 - Vienna, † 1934)
- Hermann von Eichhorn, generale prussiano (Breslavia, n. 1848 - Kiev, † 1918)
- Hermann Foertsch, generale tedesco (Drahnow, n. 1895 - Monaco di Baviera, † 1961)
- Hermann von François, generale tedesco (Lussemburgo, n. 1856 - Berlino, † 1933)
- Hermann von Gimborn, generale tedesco (Sigmaringen, n. 1880 - Bielefeld, † 1953)
- Hermann von Hanneken, generale tedesco (Gotha, n. 1890 - Herford, † 1981)
- Hermann von Stein, generale e politico tedesco (Wedderstedt, n. 1854 - Kloster Lehnin, † 1927)
- Hermann Hohn, generale tedesco (Renchen, n. 1897 - Ladenburg, † 1968)
- Hermann Hoth, generale e criminale di guerra tedesco (Neuruppin, n. 1885 - Goslar, † 1971)
- Hermann Kanzler, generale tedesco (Weingarten, n. 1822 - Roma, † 1888)
- Hermann Kövess, generale austro-ungarico (Timișoara, n. 1854 - Vienna, † 1924)
- Hermann Kreß, generale tedesco (Haßfurt, n. 1895 - Novorossiysk, † 1943)
- Hermann von Kuhl, generale e storico tedesco (Coblenza, n. 1856 - Francoforte sul Meno, † 1958)
- Hermann von der Lieth-Thomsen, generale tedesco (Flensburgo, n. 1867 - Sylt, † 1942)
- Hermann Otto von Limburg-Stirum, generale tedesco (n. 1646 - Donauwörth, † 1704)
- Hermann Carl von Ogilvy, generale e politico boemo (Praga, n. 1679 - Praga, † 1751)
- Hermann Pister, generale e criminale di guerra tedesco (Lubecca, n. 1885 - Landsberg am Lech, † 1948)
- Hermann Tittel, generale tedesco (Neuhaus am Rennweg, n. 1888 - Münster, † 1959)
- Hermann von Witzleben, generale tedesco (Langensalza, n. 1892 - Monaco di Baviera, † 1976)

## Geografi(3)
- Hermann Haack, geografo tedesco (Friedrichswerth, n. 1872 - Gotha, † 1966)
- Hermann Wagner, geografo tedesco (Erlangen, n. 1840 - Bad Wildungen, † 1929)
- Hermann von Wissmann, geografo e esploratore austriaco (Etzweiler, n. 1895 - Zell am See, † 1979)

## Gesuiti(1)
- Hermann Busenbaum, gesuita e teologo tedesco (Nottuln, n. 1600 - Münster, † 1668)

## Ginecologi(2)
- Hermann Fehling, ginecologo tedesco (Lubecca, n. 1847 - Stoccarda, † 1925)
- Hermann Johannes Pfannenstiel, ginecologo tedesco (Berlino, n. 1862 - Kiel, † 1909)

## Ginnasti(3)
- Wilhelm Grimmelmann, ginnasta danese (Asendorf, n. 1893 - West Haven, † 1959)
- Hermann Hänggi, ginnasta svizzero (Mümliswil-Ramiswil, n. 1894 - Burgdorf, † 1978)
- Hermann Westerhaus, ginnasta e docente tedesco (Lettonia, n. 1900 - † 1973)

## Giornalisti(1)
- Hermann Ahlwardt, pubblicista e politico tedesco (Krien, n. 1846 - Lipsia, † 1914)

## Giuristi(4)
- Hermann Becker, giurista tedesco (Rostock, n. 1719 - Greifswald, † 1797)
- Hermann Conring, giurista, economista e medico tedesco (Norden, n. 1606 - Helmstedt, † 1681)
- Hermann Heller, giurista e politologo tedesco (Teschen, n. 1891 - Madrid, † 1933)
- Hermann Kantorowicz, giurista tedesco (Poznań, n. 1877 - Cambridge, † 1940)

## Glottologi(1)
- Hermann Hirt, glottologo e insegnante tedesco (Magdeburgo, n. 1865 - Gießen, † 1936)

## Illustratori(1)
- Hermann Abeking, illustratore tedesco (Berlino, n. 1882 - Berlino, † 1939)

## Imprenditori(2)
- Hermann Bauer, imprenditore e dirigente sportivo svizzero (Genova, n. 1876 - Genova, † 1901)
- Hermann Einstein, imprenditore tedesco (Bad Buchau, n. 1847 - Milano, † 1902)

## Ingegneri(4)
- Hermann Glauert, ingegnere britannico (Sheffield, n. 1892 - Aldershot, † 1934)
- Hermann Frahm, ingegnere tedesco (Büdelsdorf, n. 1867 - Remscheid, † 1939)
- Hermann Klette, ingegnere tedesco (Dresda, n. 1847 - Dresda, † 1909)
- Hermann Tilke, ingegnere e ex pilota automobilistico tedesco (Olpe, n. 1954)

## Insegnanti(1)
- Hermann von Höxter, docente tedesco (Westheim - † 1396)

## Inventori(2)
- Hermann Anschütz-Kaempfe, inventore tedesco (Zweibrücken, n. 1872 - Monaco, † 1931)
- Hermann Gruson, inventore e imprenditore tedesco (Magdeburgo, n. 1821 - Magdeburgo, † 1895)

## Linguisti(3)
- Hermann Möller, linguista e filologo danese (Hjerpsted, n. 1850 - Copenaghen, † 1923)
- Hermann Osthoff, linguista tedesco (Unna, n. 1847 - Heidelberg, † 1909)
- Hermann Paul, linguista e filologo tedesco (Magdeburgo, n. 1846 - Monaco di Baviera, † 1921)

## Liutai(1)
- Herman Hauser, liutaio tedesco (n. 1882 - † 1952)

## Lottatori(2)
- Hermann Baumann, lottatore svizzero (n. 1921)
- Hermann Gehri, lottatore svizzero (n. 1899 - † 1979)

## Marciatori(1)
- Hermann Müller, marciatore, maratoneta e mezzofondista tedesco (Berlino, n. 1885 - Berlino, † 1947)

## Matematici(7)
- Hermann Bondi, matematico, fisico e cosmologo austriaco (Vienna, n. 1919 - Cambridge, † 2005)
- Hermann Günther Grassmann, matematico e linguista tedesco (Stettino, n. 1809 - Stettino, † 1877)
- Hermann Hankel, matematico tedesco (Halle, n. 1839 - Schramberg, † 1873)
- Hermann Minkowski, matematico tedesco (Aleksotas, n. 1864 - Gottinga, † 1909)
- Hermann Schubert, matematico tedesco (Potsdam, n. 1848 - Amburgo, † 1911)
- Hermann Vermeil, matematico tedesco (n. 1889 - † 1959)
- Hermann Weyl, matematico, fisico e filosofo tedesco (Elmshorn, n. 1885 - Zurigo, † 1955)

## Medici(12)
- Hermann Becker-Freyseng, medico tedesco (Ludwigshafen am Rhein, n. 1910 - Heidelberg, † 1961)
- Hermann Askan Demme, medico tedesco (Altenburg, n. 1802 - Berna, † 1867)
- Hermann Walter Gotthold Frenzel, medico e docente tedesco (Berlino, n. 1895 - Gottinga, † 1967)
- Hermann Friedberg, medico tedesco (Olesno, n. 1817 - Breslavia, † 1884)
- Hermann von Helmholtz, medico, fisiologo e fisico tedesco (Potsdam, n. 1821 - Berlino-Charlottenburg, † 1894)
- Hermann Lebert, medico e naturalista tedesco (Breslavia, n. 1813 - Bex, † 1878)
- Hermann Poll, medico, astrologo e cembalaro austriaco (Vienna, n. 1370 - Vienna, † 1401)
- Hermann Senator, medico tedesco (Gniezno, n. 1834 - Berlino, † 1911)
- Hermann Snellen, medico olandese (Zeist, n. 1834 - † 1908)
- Hermann Stieve, medico e anatomista tedesco (Monaco di Baviera, n. 1886 - Berlino, † 1952)
- Hermann Friedrich Teichmeyer, medico e botanico tedesco (Hannoversch Münden, n. 1685 - Jena, † 1746)
- Arthur Thost, medico tedesco (Zwickau, n. 1854 - Amburgo, † 1937)

## Mezzofondisti(2)
- Hermann Engelhard, mezzofondista e velocista tedesco (Darmstadt, n. 1903 - Darmstadt, † 1984)
- Hermann Wraschtil, mezzofondista e siepista austriaco (n. 1879 - † 1950)

## Micologi(1)
- Hermann Friedrich Bonorden, micologo tedesco (n. 1801 - † 1884)

## Militari(12)
- Erich Bauer, militare tedesco (Berlino, n. 1900 - Berlino, † 1980)
- Hermann Dahlen von Orlaburg, militare e politico austriaco (Kaschau, n. 1828 - Vienna, † 1887)
- Hermann Ehrhardt, militare e terrorista tedesco (Hohberg, n. 1881 - Krems an der Donau, † 1971)
- Hermann Gauch, militare tedesco (Einöllen, n. 1899 - Kaiserslautern, † 1978)
- Hermann von Hatzfeldt, militare e politico tedesco (Trachenberg, n. 1848 - Trachenberg, † 1933)
- Hermann Höfle, militare tedesco (Salisburgo, n. 1911 - Vienna, † 1962)
- Hermann Michel, militare tedesco (Westerkappeln, n. 1909 - Egitto, † 1984)
- Hermann von Oppeln-Bronikowski, ufficiale e cavaliere tedesco (Berlino, n. 1899 - Gaißach, † 1966)
- Hermann Recknagel, militare tedesco (Hofgeismar, n. 1892 - Petrikau, † 1945)
- Hermann Schaper, militare tedesco (Strasburgo, n. 1911 - † 2002)
- Hermann Thour von Fernburg, militare austriaco (Praga, n. 1822 - Gmunden)
- Hermann von Rigele, militare austro-ungarico (Sarajevo, n. 1891 - Vienna, † 1982)

## Mineralogisti(1)
- Hermann Traube, mineralogista tedesco (Racibórz, n. 1860 - Berlino, † 1913)

## Missionari(1)
- Hermann Gundert, missionario tedesco (Stoccarda, n. 1814 - Calw, † 1893)

## Musicisti(1)
- Hermann Hans Wetzler, musicista tedesco (Francoforte sul Meno, n. 1870 - New York, † 1943)

## Musicologi(1)
- Hermann Abert, musicologo e critico musicale tedesco (Stoccarda, n. 1871 - Stoccarda, † 1927)

## Naturalisti(1)
- Hermann von Rosenberg, naturalista, cartografo e ornitologo tedesco (Darmstadt, n. 1817 - L'Aia, † 1888)

## Orientalisti(4)
- Hermann Brockhaus, orientalista tedesco (Amsterdam, n. 1806 - Lipsia, † 1877)
- Hermann Jacobi, orientalista tedesco (Colonia, n. 1850 - Bonn, † 1937)
- Hermann Oldenberg, orientalista e storico delle religioni tedesco (Amburgo, n. 1854 - Gottinga, † 1920)
- Alfred von Gutschmid, orientalista e storico tedesco (Loschwitz, n. 1835 - Tubinga, † 1887)

## Ornitologi(1)
- Hermann Schlegel, ornitologo e erpetologo tedesco (Altenburg, n. 1804 - Leida, † 1884)

## Pallanuotisti(1)
- Hermann Buchfelder, pallanuotista austriaco (Vienna, n. 1889 - † 1969)

## Patologi(3)
- Hermann Beitzke, patologo tedesco (Tecklenburg, n. 1875 - Graz, † 1953)
- Hermann Dürck, patologo tedesco (Monaco di Baviera, n. 1869 - Monaco di Baviera, † 1941)
- Hermann Eichhorst, patologo e medico svizzero (Königsberg, n. 1849 - Zurigo, † 1921)

## Pedagogisti(1)
- Hermann Lietz, pedagogista tedesco (Dumgenewitz, n. 1868 - Haubinda, † 1919)

## Performance artist(1)
- Hermann Nitsch, performance artist austriaco (Vienna, n. 1938 - Mistelbach, † 2022)

## Piloti automobilistici(1)
- Hermann zu Leiningen, pilota automobilistico tedesco (Amorbach, n. 1901 - Amorbach, † 1971)

## Piloti motociclistici(2)
- Hermann Lang, pilota motociclistico e pilota automobilistico tedesco (Cannstatt, n. 1909 - Bad Cannstatt, † 1987)
- Hermann Paul Müller, pilota motociclistico tedesco (Bielefeld, n. 1909 - Ingolstadt, † 1975)

## Pistard(1)
- Hermann Martens, pistard tedesco (Berlino, n. 1887 - † 1916)

## Pittori(10)
- Hermann David Salomon Corrodi, pittore italiano (Frascati, n. 1844 - Roma, † 1905)
- Hermann Euler, pittore tedesco (Aschaffenburg, n. 1900 - Vogtareuth, † 1970)
- Hermann Ottomar Herzog, pittore tedesco (Brema, n. 1832 - Filadelfia, † 1932)
- Hermann Kauffmann, pittore e litografo tedesco (Amburgo, n. 1808 - Amburgo, † 1889)
- Hermann von Kaulbach, pittore tedesco (Monaco di Baviera, n. 1846 - Monaco di Baviera, † 1909)
- Hermann Kern, pittore austro-ungarico (Liptóújvár, n. 1838 - Maria Enzersdorf, † 1912)
- Hermann Nestel, pittore tedesco (Stoccarda, n. 1858 - Bordighera, † 1905)
- Hermann Plüddemann, pittore e illustratore tedesco (Kolberg, n. 1809 - Dresda, † 1868)
- Hermann Struck, pittore e incisore tedesco (Berlino, n. 1876 - Haifa, † 1944)
- Hermann Winterhalter, pittore tedesco (Menzenschwand, n. 1808 - Karlsruhe, † 1891)

## Poeti(4)
- Hermann Kurz, poeta e romanziere tedesco (Reutlingen, n. 1813 - Tubinga, † 1873)
- Hermann Lingg, poeta e romanziere tedesco (Lindau, n. 1820 - Monaco di Baviera, † 1905)
- Hermann von Sachsenheim, poeta tedesco (Sachsenheim, n. 1365 - Costanza, † 1458)
- Hermann Weller, poeta e linguista tedesco (Schwäbisch Gmünd, n. 1878 - Tubinga, † 1956)

## Politici(16)
- Hermann Axen, politico tedesco orientale (Lipsia, n. 1916 - Berlino, † 1992)
- Hermann Dietrich, politico tedesco (Elzach, n. 1879 - Stoccarda, † 1954)
- Hermann Esser, politico e giornalista tedesco (Röhrmoos, n. 1900 - Dietramszell, † 1981)
- Hermann Göring, politico, generale e criminale di guerra tedesco (Rosenheim, n. 1893 - Norimberga, † 1946)
- Hermann von Greiffenegg, politico, diplomatico e nobile tedesco (Altdorf, n. 1737 - Friburgo in Brisgovia, † 1807)
- Hermann Gröhe, politico tedesco (Uedem, n. 1961)
- Hermann Jónasson, politico islandese (n. 1896 - Reykjavík, † 1976)
- Hermann Muhs, politico tedesco (Jühnde, n. 1894 - Gottinga, † 1962)
- Hermann Müller, politico tedesco (Mannheim, n. 1876 - Berlino, † 1931)
- Hermann Obrecht, politico svizzero (Grenchen, n. 1882 - Berna, † 1940)
- Hermann Ramberg, politico austriaco (Vienna, n. 1820 - Graz, † 1899)
- Hermann Raster, politico, giornalista e editore tedesco (Zerbst, n. 1827 - Bad Kudowa, † 1891)
- Hermann Rauschning, politico e saggista tedesco (Toruń, n. 1887 - Portland, † 1982)
- Hermann Remmele, politico tedesco (Heidelberg, n. 1880 - Mosca, † 1939)
- Hermann Scheer, politico tedesco (Wehrheim, n. 1944 - Berlino, † 2010)
- Hermann Withalm, politico austriaco (Gaunersdorf, Niederösterreich, n. 1912 - Wolkersdorf im Weinviertel, † 2003)

## Poliziotti(1)
- Hermann Krumey, poliziotto tedesco (Mährisch Schönberg, n. 1905 - Erftstadt, † 1981)

## Psichiatri(4)
- Hermann Emminghaus, psichiatra tedesco (Weimar, n. 1845 - Friburgo in Brisgovia, † 1904)
- Paul Nitsche, psichiatra tedesco (Colditz, n. 1876 - Dresda, † 1948)
- Hermann Pfannmüller, psichiatra e neurologo tedesco (Monaco di Baviera, n. 1886 - Monaco di Baviera, † 1961)
- Hermann Rorschach, psichiatra svizzero (Zurigo, n. 1884 - Herisau, † 1922)

## Psicologi(1)
- Hermann Ebbinghaus, psicologo e filosofo tedesco (Barmen, n. 1850 - Breslavia, † 1909)

## Rugbisti a 15(1)
- Hermann Kreuzer, rugbista a 15 tedesco

## Scacchisti(2)
- Hermann Helms, scacchista e giornalista statunitense (New York, n. 1870 - New York, † 1963)
- Hermann Keidanski, scacchista e compositore di scacchi tedesco (Großendorf, n. 1865 - Germania, † 1938)

## Sciatori alpini(4)
- Hermann Brandstätter, ex sciatore alpino austriaco (n. 1951)
- Hermann Maier, ex sciatore alpino austriaco (Altenmarkt im Pongau, n. 1972)
- Ermanno Nogler, sciatore alpino e allenatore di sci alpino italiano (Castelrotto, n. 1921 - Bressanone, † 2000)
- Hermann Schiestl, ex sciatore alpino austriaco (n. 1970)

## Sciatori nordici(1)
- Hermann Weinbuch, ex sciatore nordico tedesco occidentale (Bischofswiesen, n. 1960)

## Scrittori(12)
- Hermann Allmers, scrittore tedesco (Rechtenfleth, n. 1821 - Rechtenfleth, † 1902)
- Hermann Bahr, scrittore, commediografo e critico teatrale austriaco (Linz, n. 1863 - Monaco di Baviera, † 1934)
- Hermann Broch, scrittore e drammaturgo austriaco (Vienna, n. 1886 - New Haven, † 1951)
- Hermann Burger, scrittore svizzero (Menziken, n. 1942 - Brunegg, † 1989)
- Hermann Essig, scrittore tedesco (Truchtelfingen, n. 1878 - Berlino, † 1918)
- Hermann Hesse, scrittore, poeta e pittore tedesco (Calw, n. 1877 - Montagnola, † 1962)
- Hermann Kant, scrittore tedesco (Amburgo, n. 1926 - Neustrelitz, † 2016)
- Hermann Kesten, romanziere, drammaturgo e editore tedesco (Pidvolochysk, n. 1900 - Riehen, † 1996)
- Hermann Lenz, scrittore tedesco (Stoccarda, n. 1913 - Monaco di Baviera, † 1998)
- Hermann Sudermann, scrittore e drammaturgo tedesco (Matzicken, n. 1857 - Berlino, † 1928)
- Herrmann Ungar, scrittore ceco (Boskovice, n. 1893 - Praga, † 1929)
- Hermann von Pückler-Muskau, scrittore e artista tedesco (Bad Muskau, n. 1785 - Cottbus, † 1871)

## Scultori(4)
- Hermann Blumenthal, scultore tedesco (Essen, n. 1905 - Kljasticy, † 1942)
- Hermann Haller, scultore svizzero (Berna, n. 1880 - Zurigo, † 1950)
- Hermann Heinrich Howaldt, scultore tedesco (Braunschweig, n. 1841 - Braunschweig, † 1891)
- Hermann Obrist, scultore svizzero (Kilchberg, n. 1862 - Monaco di Baviera, † 1927)

## Statistici(1)
- Hermann Paasche, statistico e politico tedesco (Burg, n. 1851 - Detroit, † 1925)

## Storici(4)
- Hermann Dessau, storico e epigrafista tedesco (Francoforte sul Meno, n. 1856 - Berlino, † 1931)
- Hermann Grotefend, storico tedesco (Hannover, n. 1845 - Schwerin, † 1931)
- Hermann Poppe-Marquard, storico, storico dell'arte e saggista tedesco (Osnabrück, n. 1908 - Osnabrück, † 1993)
- Hermann Schreiber, storico e scrittore austriaco (Wiener Neustadt, n. 1920 - Monaco di Baviera, † 2014)

## Tenori(1)
- Hermann Winkelmann, tenore tedesco (Braunschweig, n. 1849 - Mauer bei Wien, † 1912)

## Teologi(5)
- Hermann Cremer, teologo tedesco (Unna, n. 1834 - Greifswald, † 1903)
- Hermann Mosler, teologo, docente e politico tedesco (Coblenza, n. 1838 - Treviri, † 1891)
- Hermann Josef Roth, teologo, biologo e storico tedesco (Montabaur, n. 1938)
- Hermann Thyraeus, teologo e gesuita tedesco (Neuss, n. 1532 - Magonza, † 1591)
- Hermann Vorländer, teologo polacco (Mosina, n. 1942)

## Tipografi(2)
- Otto Hupp, tipografo, incisore e pittore tedesco (Düsseldorf, n. 1859 - Monaco di Baviera, † 1949)
- Hermann Zapf, tipografo e calligrafo tedesco (Norimberga, n. 1918 - Darmstadt, † 2015)

## Tuffatori(1)
- Hermann Stork, tuffatore tedesco (n. 1911 - † 1962)

## Umanisti(1)
- Hermann Wilken, umanista e matematico tedesco (Neuenrade, n. 1522 - Heidelberg, † 1603)

## Velisti(1)
- Hermann de Pourtalès, velista svizzero (Neuchâtel, n. 1847 - Ginevra, † 1904)

## Velocisti(2)
- Hermann Köhler, ex velocista tedesco (Marsberg, n. 1950)
- Hermann Panzo, velocista francese (Saint-Esprit, n. 1958 - Fort-de-France, † 1999)

## Vescovi cattolici(1)
- Hermann di Dorpat, vescovo cattolico tedesco (Bexhövede, n. 1163 - † 1248)

## Vescovi vetero-cattolici(1)
- Hermann Heykamp, vescovo vetero-cattolico olandese (Utrecht, n. 1804 - Rotterdam, † 1874)

## Zoologi(2)
- Hermann Fol, zoologo svizzero (Saint-Mandé, n. 1845 - † 1892)
- Fritz Römer, zoologo tedesco (Moers, n. 1866 - Francoforte sul Meno, † 1909)

## Senza attività specificata(4)
- Hermann Balk, cavaliere medievale (Würzburg, † 1239)
- Hermann Keimel, grafico e pittore tedesco (Monaco di Baviera, n. 1889 - Monaco di Baviera, † 1948)
- Hermann Wilhelm Prell, archettaio tedesco (Plesná, n. 1875 - Markneukirchen, † 1925)
- Hermann von Brüggenei (n. 1475 - † 1549)